# 1999 XV104
1999 XV104 är en asteroid i huvudbältet som upptäcktes 10 december 1999 av den japanska astronomen Takao Kobayashi vid Ōizumi-observatoriet.
Asteroiden har en diameter på ungefär 4 kilometer och den tillhör asteroidgruppen Innes.